# سعد بن جدلان
سعد بن شارع بن جدلان السعدي الأكلبي المعروف باسم سعد بن جدلان (1366 هـ / 1947) - (19 رجب 1437 هـ / 26 أبريل 2016) شاعر سعودي ولد في مدينة بيشة، اشتهر سعد بن جدلان بأسلوبه الجزل، وتميزه في الشعر النبطي، وقد نشأ في قرية الشقيقة الواقعة في مدينة بيشة شاعراً في جميع المحافل. وهو أيضاً يجيد شعر المحاورة، والعرضة والنظم. وقد لقب أيضاً «بملك الوصف». وقد صدرت له دوواين شعرية مسموعة، وصدر له ديوانان مطبوعان الأول منهما اسمه «سمان الهرج».

## نشأته
ينتمي سعد بن جدلان إلى قبيلة أكلب وهو من عائلة معروفة بالشعر فوالده وجده وأغلب أخوته شعراء ونشأ في محافظة بيشة تحديدًا في قرية الشقيقة حياة الصبى والمراهقة ثم انتقل إلى المنطقة الشرقية والتحق بالحرس الوطني هناك وكان ينظم الشعر في صغر ولكنه لم يبرز في شعر النظم إلا في سن العشرين.[بحاجة لمصدر]

## دواوين
- ديوان صوتي ومطبوع اسمه «سمان الهرج».[3]
- ديوان (ديوان العرب).[4]

## قصائد مغناة
| م | القصيدة     | الفنان           | ملاحظات                                              |
| - | ----------- | ---------------- | ---------------------------------------------------- |
| 1 | معكازي      | عبد الله الرويشد | [ 5 ]                                                |
| 2 | أوف         | ماجد المهندس     | بيتان للشاعر ابن جدلان أكملهما الشاعر سعود البابطين. |
| 3 | يا وليفي    | دحوم الطلاسي     |                                                      |
| 4 | ودنا بالطيب | ماجد المهندس     |                                                      |
| 5 | معكازي      | رابح صقر         | 2023، ألحان ياسر بوعلي.                              |

## وفاته
توفي سعد بن جدلان يوم الثلاثاء في مدينة بيشة إثر أزمة قلبية بتاريخ 19 رجب 1437 هـ الموافق 26 أبريل 2016م.

## وصلات خارجية
- بوابة الشعراء: ديوان سعد بن جدلان